# Ершово (Пригородное сельское поселение)
Ершово — деревня в Сокольском районе Вологодской области.
Входит в состав Пригородного сельского поселения, с точки зрения административно-территориального деления — в Пригородный сельсовет.
Расстояние по автодороге до районного центра Сокола — 8 км, до центра муниципального образования Литеги — 7 км. Ближайшие населённые пункты — Борисково, Васютино, Слобода.
По переписи 2002 года население — 61 человек (29 мужчин, 32 женщины). Всё население — русские.